# Steve Kaufman
Steven Alan Kaufman (* 29. Dezember 1960 in Bronx, New York City, New York; † 12. Februar 2010 in Vail, Colorado) war ein US-amerikanischer Grafiker, Künstler, Filmemacher und Vertreter der amerikanischen Pop Art.

## Leben
Kaufman besuchte von 1978 bis 1981 die School of Visual Arts in New York. Nach Beendigung des Studiums hatte er 1982 eine erste Gemeinschaftsausstellung mit Keith Haring. Während seiner Studienzeit traf er auf Andy Warhol, der sein künstlerisches Vorbild wurde, für den er als Assistent arbeitete und mit dem er freundschaftlich verbunden war.
Kaufmann engagierte sich in zahlreichen sozialen und karitativen Projekten. Er setzte sich für die Belange von sozial schwachen Menschen, für AIDS-Kranke und gegen Rassendiskriminierung ein. Mit seiner Stiftung „Give Kids a Break“ unterstützte er unterprivilegierte Kinder und Jugendliche.

## Werke (Auswahl)
- Marilyn Monroe (Serie)[2]